# کاج سیاه

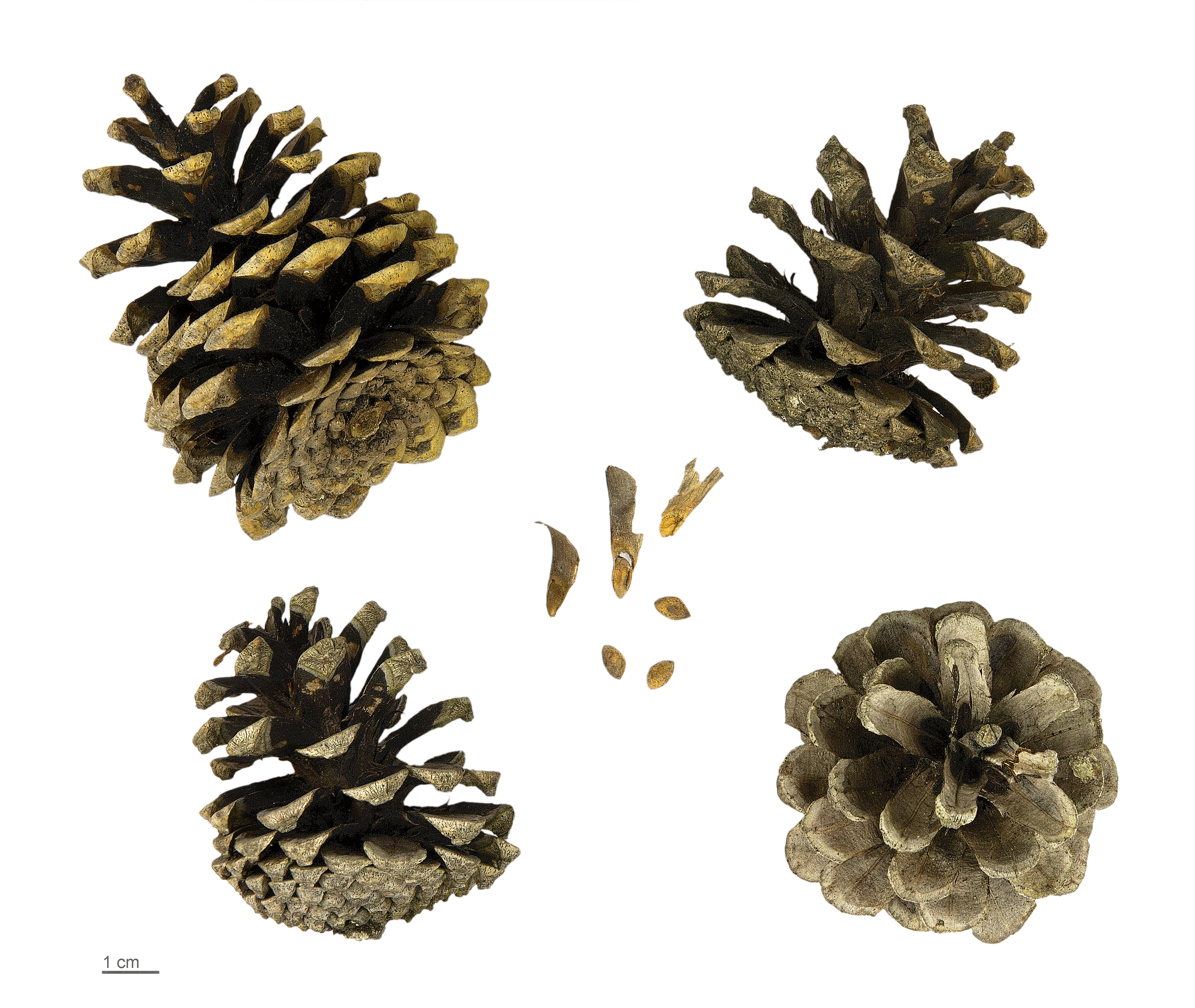
Pinus nigra

کاج سیاه (نام علمی: Pinus nigra) نام یک گونه از سرده کاج است.
این گونه در سراسر جنوب مدیترانه، اروپا از شبه‌جزیره ایبری تا شرق مدیترانه، در شبه‌جزیره آناتولی ترکیه، در جزیره کرس و قبرس و همچنین شبه‌جزیره کریمه و در کوه‌های مرتفع شمال غربی آفریقا وجود دارد.